# MDR-Kubus

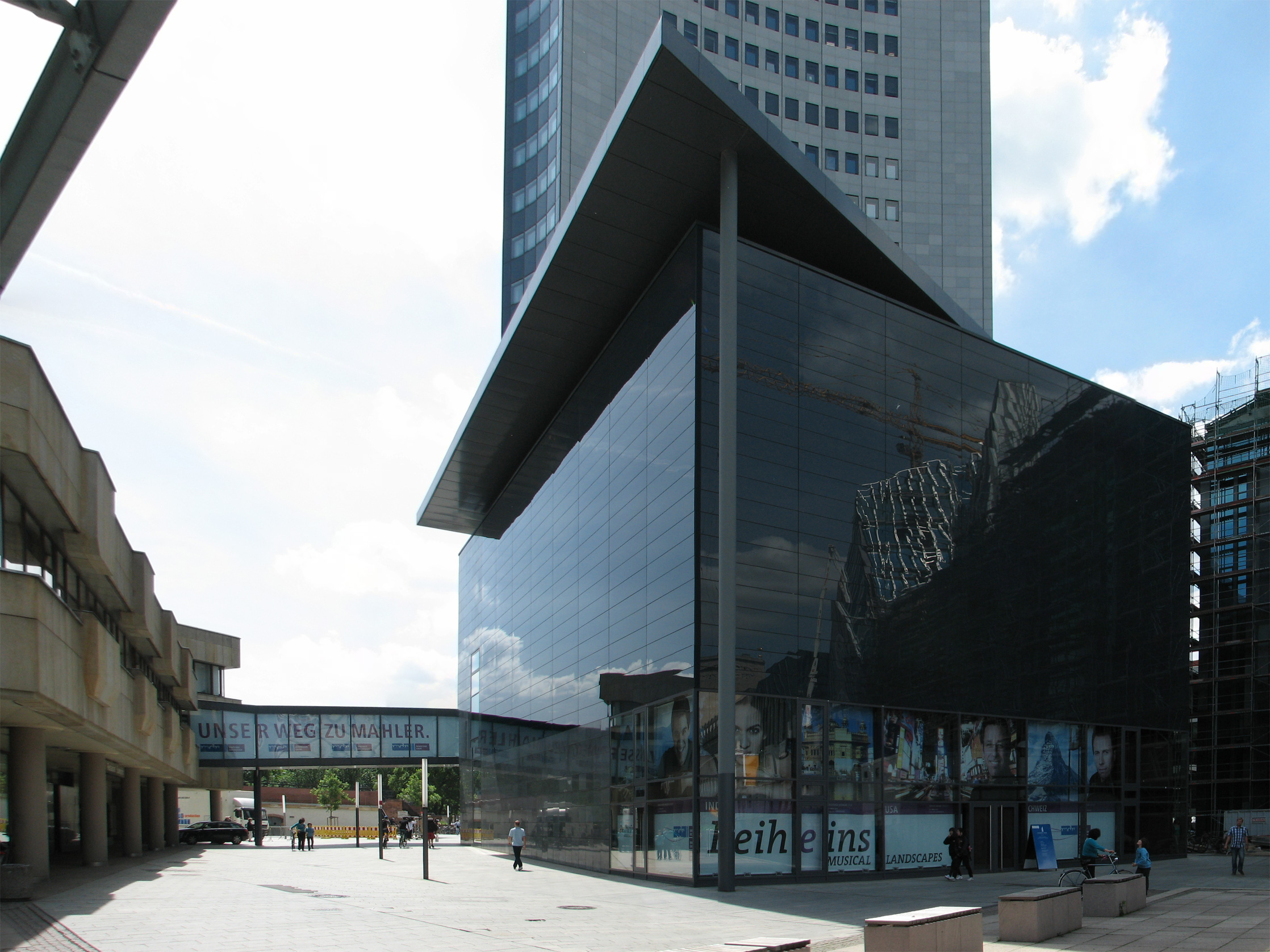
MDR-Kubus, Panorama

El Cubo MDR. A la izquierda se puede ver la conexión al Gewandhaus.
El cubo MDR es un edificio en Leipzig. Fue diseñado por el arquitecto de Dresde Peter Kulka y se terminó en 2001. El cubo brilla de color negro y tiene una construcción de techo irregular. Se desempeña principalmente en ensayos y grabaciones de MDR Radio Choir Leipzig y de la Orquesta Sinfónica de MDR.
El cubo contiene dos salas de ensayo y grabación de diferentes tamaños, así como un archivo de música más pequeño (para el coro de radio de MDR). Todas las demás salas (almacenamiento de instrumentos, archivo de música, administración, etc.) están ubicadas en el edificio principal. Además, es apropiado un puente directo, acristalado y con conexión de aire acondicionado al Leipzig Gewandhaus, donde tienen lugar los conciertos regulares.

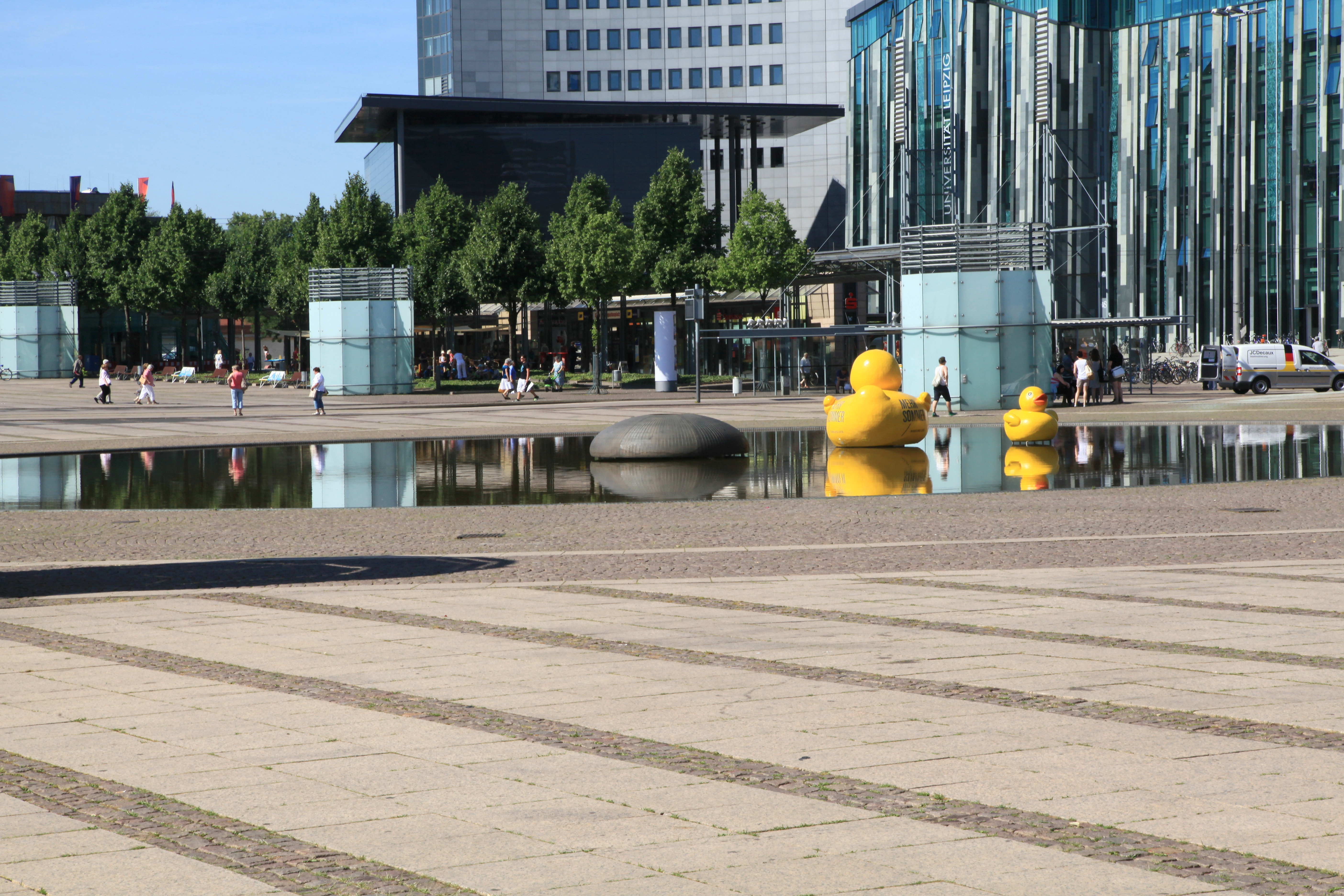
Leipzig - Augustusplatz